# بيرسي هاريسون
بيرسي هاريسون (15 أكتوبر 1878 - 11 أبريل 1935) (بالإنجليزية: Percy Harrison)‏ هو لاعب كريكت بريطاني.